# Emily Anderson
Emily Anderson (Galway, 17 de marzo de 1891 - Londres, 26 de octubre de 1962) fue una académica irlandesa de ascendencia alemana, historiadora de la música y criptoanalista de la Escuela de Códigos y Cifrados del Gobierno Británico (ahora GCHQ) durante casi 30 años. Fue reconocida con la Orden del Imperio Británico.

## Trayectoria
Emily Anderson nació el 17 de marzo de 1891 en Galway, Irlanda. Su madre fue Emily Gertrude Anderson (Binns, de soltera), una sufragista y activista por los derechos de las mujeres. Su padre fue el físico  Alexander Anderson, presbiteriano de Coleraine, que llegó a ser rector de la Universidad de Galway en 1889.
Obtuvo la beca Browne en los años 1909 y 1910 y  tras licenciarse en letras en 1911, fue a Alemania para realizar estudios de posgrado en las universidades de Berlín y Marburgo. En 1915 fue profesora de idiomas en un colegio femenino de secundaria en Barbados. En 1917 regresó a Galway y fue nombrada profesora de alemán en la Universidad de Galway.

### Carrera en criptoanálisis
En el otoño de 1917, a  Anderson le propusieron unirse a la sección de criptoanálisis del servicio de inteligencia del Ministerio de Guerra británico, el MI1. Aceptó la propuesta y se mudó a Londres para asumir funciones en julio de 1918. Mientras duró la Primera Guerra Mundial Andersón renunció a su puesto académico. Recibió formación y entrenamiento para unirse a las WAAC Hush, un grupo de mujeres que trabajaban como descodificadoras en el frente de Francia, pero Anderson nunca fue desplegada.Su adjunta en el en MI1en esa época era Alda Milner-Barry.
En 1919, Anderson regresó a Cork para reanudar su carrera académica. El Mayor de la armada británica Malcolm Vivian Hay y el criptógrafo Alastair Denniston nombraron a Anderson criptoanalista en la, a la sazón recién formada Escuela de Códigos y Cifrados del Gobierno (ahora GCHQ). Anderson aceptó el nombramiento, pero pidió tener el mismo salario y la misma categoría laboral que los hombres que desarrollaban su mismo trabajo, solicitó unna equiparación salarial y de categoría laboral.  El 10 de enero de 1920 reanudó su carrera en el GCHQ, con la tapadera de ser una empleada del Ministerio de Asuntos Exteriores. Anderson llegó a ser jefa de la sección diplomática italiana.
En la década de 1930, Anderson colaboró con Dilly Knox en la creación de los libros de descifrado de códigos húngaros. También dirigió y entrenó a critógrafos como Wilfred Bodsworth y Josh Cooper.
Anderson y su equipo se trasladaron de Londres a Bletchley Park en agosto de 1939. En esa época fue mentora de la también reputada criptoanalista Patricia Bartley.
En mayo de 1940, Anderson pidió estar más cerca del punto donde se interceptaban las señales italianas, para poder descifrarlas más rápidamente. Participó activamente en la formación de una rama del GCCS más cercana a la campaña italiana en África Oriental. Anderson y Brooks viajaron por mar a Durban en Sudáfrica y luego por tierra a Heliópolis en El Cairo. En El Cairo, su equipo descifró la información de inteligencia de señales italiana.
En mayo de 1943, Anderson regresó a Londres para trabajar en los códigos diplomáticos alemanes y húngaros en las oficinas de GCCS en Berkeley Street. Permaneció en GCCS, trabajando principalmente en códigos húngaros, hasta su jubilación en noviembre de 1950.

### Carrera de escritora
Paralelamente a su carrera secreta en GCCS, Anderson tuvo reconocimiento público ganó por su trabajo como historiadora de la música y traductora.  En 1923 publicó una traducción del libro de Benedetto Croce sobre Goethe. Editó y tradujo Las cartas de Mozart y su familia, que se publicó en 1938. Sus Cartas a Beethoven se publicaron en 1961. Alemania Occidental otorgó a Anderson la Orden del Mérito (Cruz de Oficial de Primera Clase) por su trabajo sobre Beethoven.
En noviembre de 1961, Anderson fue entrevistada en la radio de la BBC sobre su trabajo de traducción de las Cartas de Beethoven, y en 1962 pronunció una conferencia sobre Beethoven en la Real Asociación Musical de la Real Academia de Música.
Anderson murió en Hampstead, Londres, el 26 de octubre de 1962, tras sufrir problemas cardíacos y un paulatino deterioro de su estado de salud.

## Reconocimiento
En julio de 1943, Anderson recibió la Orden del Imperio Británico (OBE) del rey Jorge VI por sus «servicios a las fuerzas armadas y en relación con las operaciones militares».
La Royal Philharmonic Society otorga el Premio anual Emily Anderson a jóvenes violinistas en honor a Anderson. La NUI de Galway bautizó su sala de conciertos como Emily Anderson Concert Hall en su memoria. Music for Galway, en colaboración con NUI Galway, organiza un concierto anual en su honor.